# 8440 Wigeon
8440 Wigeon è un asteroide della fascia principale. Scoperto nel 1977, presenta un'orbita caratterizzata da un semiasse maggiore pari a 2,7795182 UA e da un'eccentricità di 0,1412029, inclinata di 7,74298° rispetto all'eclittica.